# Сања Врањеш Ђурић
Сања Врањеш Ђурић (Београд) српски је биохемичар, универзитетски професор, научни радник и саветник. Директорка је Лабораторије за радиоизотопе Института Винча.

## Биографија
Основне и мастер студије завршила је на Хемијски факултет Универзитета у Београду.
Као стипендиста владе Швајцарске, докторску тезу је урадила у Институту ЦЕРН и Универзитетској кантоналној болници у Женеви. Након завршетка рада на докторској тези у Женеви је водила групу у оквиру два пројекта испитивања алфа емитера и антипротонске терапије.
Научна је саветница у Институту за нуклеарне науке Винча.
Она је професор на докторским студијама на Факултету за физичку хемију Универзитета у Београду
Редовна је чланица Академије инжењерских наука. Експерт је Уједињених нација и Европске комисије.
Директор је Лабораторије за радиоизотопе, Института за нуклеарне науке „Винча”.
Руководилац је потпројеката више националних и међународних ФП7, ЦОСТ, ИАЕА пројеката, рецензент је у међународним часописима, као и међународних пројеката.
Добитник је неколико награда Удружења нуклеарне медицине Србије и Годишње награде Института "Винча" за резултате у области примењених истраживања.
Ауторка је више од 100 публикација и њена цитираност из области радиофармације је преко 1700.

## Одабрани радови
- Comparison of the Radiotoxicity of Two Alpha-Particle-Emitting Immunoconjugates, Terbium-149 and Bismuth-213, Directed against a Tumor-Specific, Exon 9 Deleted (d9) E-Cadherin Adhesion Protein , 2003.[5]
- Targeted alpha therapy in vivo: direct evidence for single cancer cell kill using 149Tb-rituximab, 2004.[6]
- Distinct cytotoxic mechanisms of pristine versus hydroxylated fullerene, 2006.[7]
- Inactivation of nanocrystalline C60 cytotoxicity by γ-irradiation, 2006.[8]
- The biological effectiveness of antiproton irradiation, 2006.[9]
- The mechanism of cell-damaging reactive oxygen generation by colloidal fullerenes, 2007.[10]
- Multiple mechanisms underlying the anticancer action of nanocrystalline fullerene, 2007.
- Opposite effects of nanocrystalline fullerene (C60) on tumour cell growth in vitro and in vivo and a possible role of immunosupression in the cancer-promoting activity of C60, 2009.[11]
- Preparation and biodistribution of radiolabeled fullerene C60 nanocrystals, 2009.[12]
- Preparation and in vivo evaluation of multifunctional 90Y‐labeled magnetic nanoparticles designed for cancer therapy, 2015.[13]